# Ounianga Kébir
Ounianga Kébir (ou simplement Ounianga) est une ville du nord du Tchad située dans la région de l'Ennedi Ouest, dans le Sahara.